# پانچکس سیلان
پانچکس سیلان (UDA HANDAYA / උඩ හඳයා) (Aplocheilus dayi ) یا ماهی کیلی‌ سیلان گونه‌ای از ساده‌لبان بومی سریلانکا است. طول این گونه حداکثر به ۹ سانتیمتر (۳٫۵ اینچ) می‌رسد. نرها و ماده‌ها دارای یک نقطه سیاه در انتهای پشت قاعده باله پشتی هستند. ماده‌ها در هر نوبت بین ۵۰ تا ۱۵۰ تخم می‌گذارند. نام خاص این ماهی به افتخار بازرس کل شیلات در هند روز فرانسیس (۱۸۲۹–۱۸۸۹) است که نخستین بار این ماهی را گزارش کرد.